# Spialia sertorius
A borboleta-axadrezada ou axadrezada-comum (Spialia sertorius) é uma espécie de insetos lepidópteros, mais especificamente de borboletas pertencente à família Hesperiidae.
A autoridade científica da espécie é Hoffmannsegg, tendo sido descrita no ano de 1804.
Trata-se de uma espécie presente no território português.

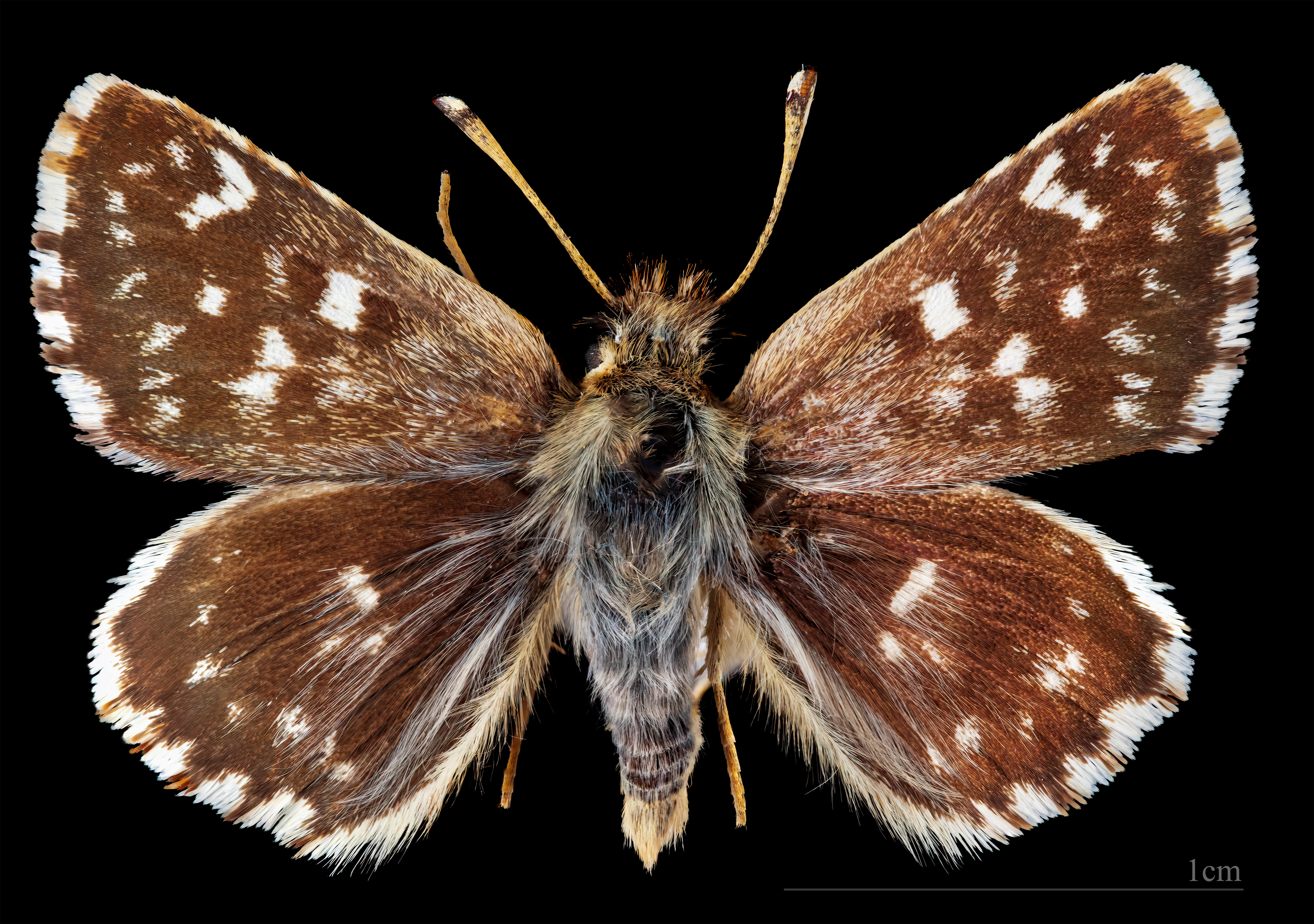
Spialia s. sertorius ♂
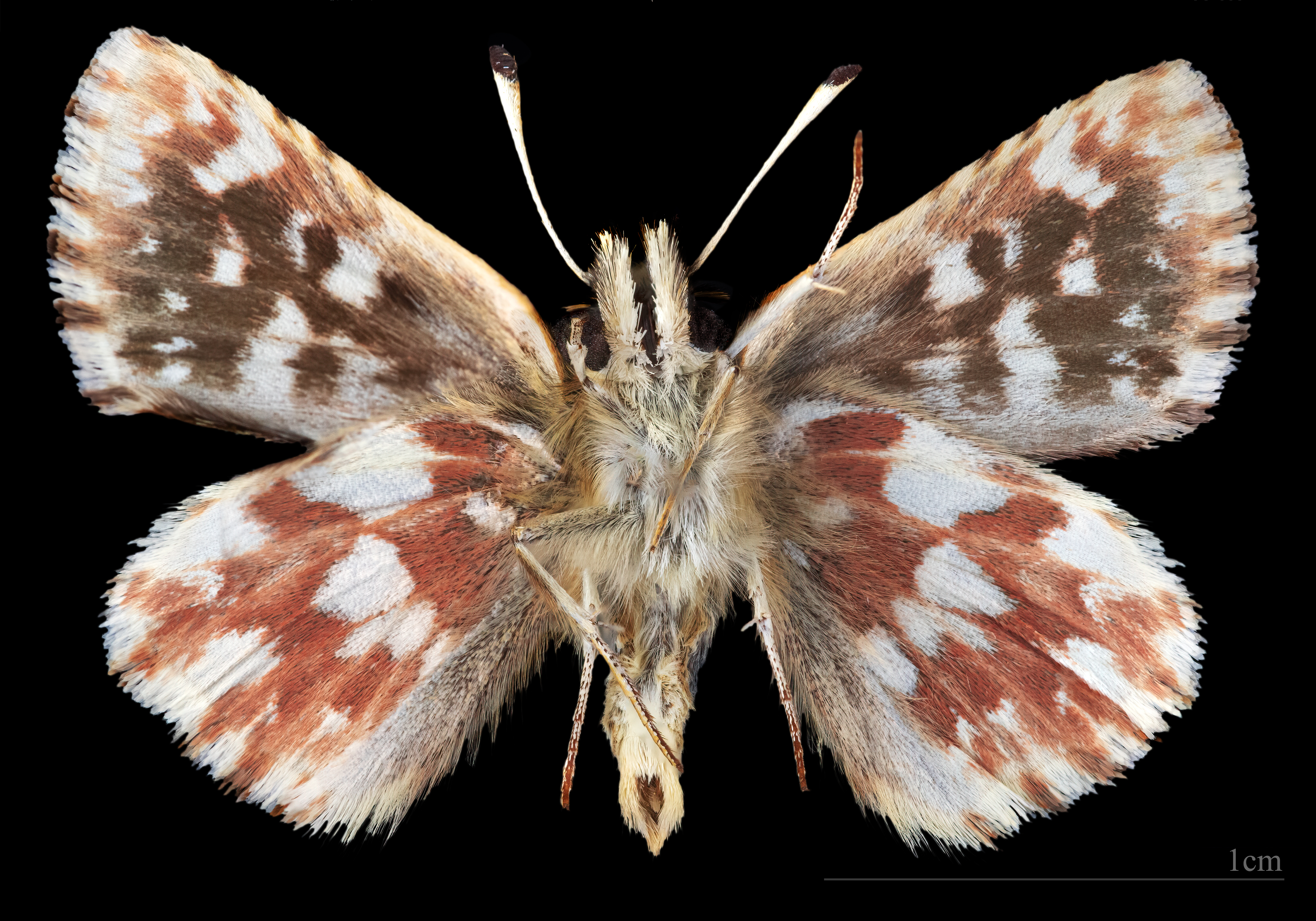
Spialia s. sertorius ♂ △